# Cyrtandra anthropophagorum
Cyrtandra anthropophagorum là một loài thực vật có hoa trong họ Tai voi. Loài này được Seem. ex A.Gray mô tả khoa học đầu tiên năm 1862.